# Иванова, Ольга Викторовна (легкоатлетка)
Ольга Викторовна Иванова (род. 6 апреля 1979 года, Тверь) — российская легкоатлетка, специализирующаяся в толкании ядра. Участница летних Олимпийских игр 2008 года. Чемпионка России в помещении 2010 года. Мастер спорта России международного класса.

## Биография
Ольга Викторовна Иванова родилась 6 апреля 1979 года в Твери. Начала заниматься лёгкой атлетикой в школьные годы. Окончила факультет физической культуры Тверского государственного университета.
Первым тренером была Екатерина Михайловна Власенко. Иванова дебютировала на международной арене в 2005 году на чемпионат Европы в помещении, где заняла 7 место. Наилучших результатов достигла тренируясь под руководством Виталия Владиславовича Пищальникова.
Замужем за метателем диска Богданом Пищальниковым. В 2007 году у них родился сын Игнат, а в 2011 году дочь Василина.
Ольга была факелоносцем эстафеты Олимпийского огня «Сочи-2014» в Твери.

## Основные результаты

### Международные
| Год  | Соревнования                 | Место проведения     | Место | Результат |
| ---- | ---------------------------- | -------------------- | ----- | --------- |
| 2005 | Чемпионат Европы в помещении | Мадрид, Испания      | 7     | 17,73 м   |
| 2005 | Чемпионат мира               | Хельсинки, Финляндия | 14    | 17,80 м   |
| 2006 | Чемпионат мира в помещении   | Москва, Россия       | 12    | 17,50 м   |
| 2008 | Олимпийские игры             | Пекин, Китай         | 7     | 18,44 м   |
| 2010 | Чемпионат мира в помещении   | Доха, Катар          | 10    | 18,42 м   |
| 2010 | Чемпионат Европы             | Барселона, Испания   | 5     | 19,02 м   |
| 2010 | Континентальный кубок IAAF   | Сплит, Хорватия      | 6     | 18,24 м   |

### Национальные
| Год  | Соревнования                         | Место проведения | Дисциплина | Место | Результат |
| ---- | ------------------------------------ | ---------------- | ---------- | ----- | --------- |
| 2005 | Чемпионат России в помещении         | Волгоград        | ядро       | 3     | 18,11 м   |
| 2005 | Чемпионат России                     | Тула             | ядро       | 3     | 18,10 м   |
| 2006 | Чемпионат России в помещении         | Москва           | ядро       | 2     | 18,14 м   |
| 2006 | Чемпионат России                     | Тула             | ядро       | 4     | 18,32 м   |
| 2008 | Чемпионат России                     | Казань           | ядро       | 2     | 18,60 м   |
| 2009 | Чемпионат России по длинным метаниям | Адлер            | диск       | 7     | 50,22 м   |
| 2010 | Чемпионат России в помещении         | Москва           | ядро       | 1     | 18,64 м   |
| 2010 | Чемпионат России                     | Саранск          | ядро       | 2     | 18,59 м   |